# Francesco Casini
Francesco Casini (1710 – 1777) è stato un archivista e canonico italiano.

## Biografia
Canonico pratese, ebbe a riordinare alcuni importanti archivi pubblici e privati, fra i quali l’archivio dei conti Bardi (famiglia) di Vernio (1763-1774), opera in cui venne coadiuvato dall'abate Gennaro Betti, l’archivio della famiglia Guadagni (1769), l’archivio della Casa Pia dei Ceppi di Prato e l’archivio dei conti della Gherardesca (1773-1776). Presso la Biblioteca Roncioniana è presente un piccolo fondo Francesco Casini consistente di 3 unità archivistiche: 2 registri di Trattati di aritmetica e geometria pratica e un registro di Trascrizione di memorie dell’Opera del SS. Crocifisso di Prato del 1764 